# Chiesa di Santo Stefano (Colorno)
La chiesa di Santo Stefano è un luogo di culto cattolico sconsacrato dalle forme neoclassiche situato in piazzale Antonio Chevé, in prossimità dell'argine del torrente Parma, a Colorno, in provincia e diocesi di Parma.

## Storia
Il luogo di culto originario fu costruito in epoca medievale; la più antica testimonianza della sua esistenza risale al 1354.
Secondo alcuni storici, il tempio intitolato a santo Stefano costituì la sede plebana di Colorno prima della chiesa di Santa Margherita, edificata tra la fine del XV secolo e gli inizi del XVI, ma altri studiosi ritengono che la pieve, già esistente nel 1005, fosse dedicata a san Giovanni Battista e sorgesse a est del centro abitato, all'interno dell'area in cui sarebbe successivamente stato realizzato il parco Ducale.
La chiesa di Santo Stefano rimase probabilmente sede parrocchiale fino al 1582, quando assunse tale destinazione il duomo di Santa Margherita, mentre il luogo di culto, declassato a sussidiario, fu affidato insieme all'adiacente convento ai domenicani, già assegnatari per volere della contessa Barbara Gonzaga di un monastero a Vedole in seguito demolito. Ciò nonostante, nei secoli successivi, grazie alla sua collocazione sulla sponda opposta del torrente Parma rispetto al duomo, l'edificio mantenne un ruolo importante nella vita religiosa della comunità, soprattutto in occasione delle piene del corso d'acqua, che ne ostacolavano l'attraversamento.
Nel 1637 l'edificio fu saccheggiato dalle truppe spagnole, che, ostili al duca Odoardo I Farnese, trafugarono l'ancona dedicata al santissimo Rosario e le campane.
Nel 1701 l'organo originario fu sostituito con uno nuovo, realizzato da Giulio Querzoli.
I frati mantennero la gestione del convento fino alla temporanea soppressione degli ordini decretata dal primo ministro ducale Guillaume du Tillot nel 1769; il piccolo monastero fu soppresso il 27 marzo 1778 dal papa Pio VI e i suoi beni furono assegnati al convento dei domenicani in costruzione accanto alla cappella ducale di San Liborio, per volere di Ferdinando di Borbone. Nel 1781 il Duca incaricò l'architetto Raffaele Cugini, allievo del Petitot, della completa ristrutturazione della chiesa di Santo Stefano. L'attiguo convento, che nel 1794 avrebbe dovuto ospitare l'ospedale di San Mauro Abate, nel 1798 fu invece concesso da Ferdinando ai gesuiti, che, sotto la guida di Giuseppe Pignatelli, intrapresero proprio da Colorno la nuova diffusione dell'ordine in Italia, prima della definitiva soppressione napoleonica del 1804.
Il complesso fu incamerato dallo Stato e chiuso al culto; gli edifici furono da allora destinati a lungo a magazzino, sprofondando nel degrado. Agli inizi del XX secolo furono aggiunti i due accessi laterali nella facciata dell'ex luogo di culto, che intorno al 1970 fu restaurato esternamente, mentre al suo interno tra il 1973 e il 1974 fu realizzato da Omar Galliani un affresco raffigurante il Martirio di Santo Stefano; l'opera fu tuttavia giudicata inadeguata al contesto religioso e pertanto fu coperta da un muro, poi rimosso nel 2003; nel frattempo l'adiacente convento divenne invece sede di un centro di accoglienza per ragazzi, gestito dall'istituto religioso della Minima Domus del Sacro Cuore su convenzione con il Comune.
Il 27 gennaio 2012 un forte terremoto provocò seri danni all'edificio, che fu dichiarato inagibile e chiuso in attesa di restauri.

## Descrizione

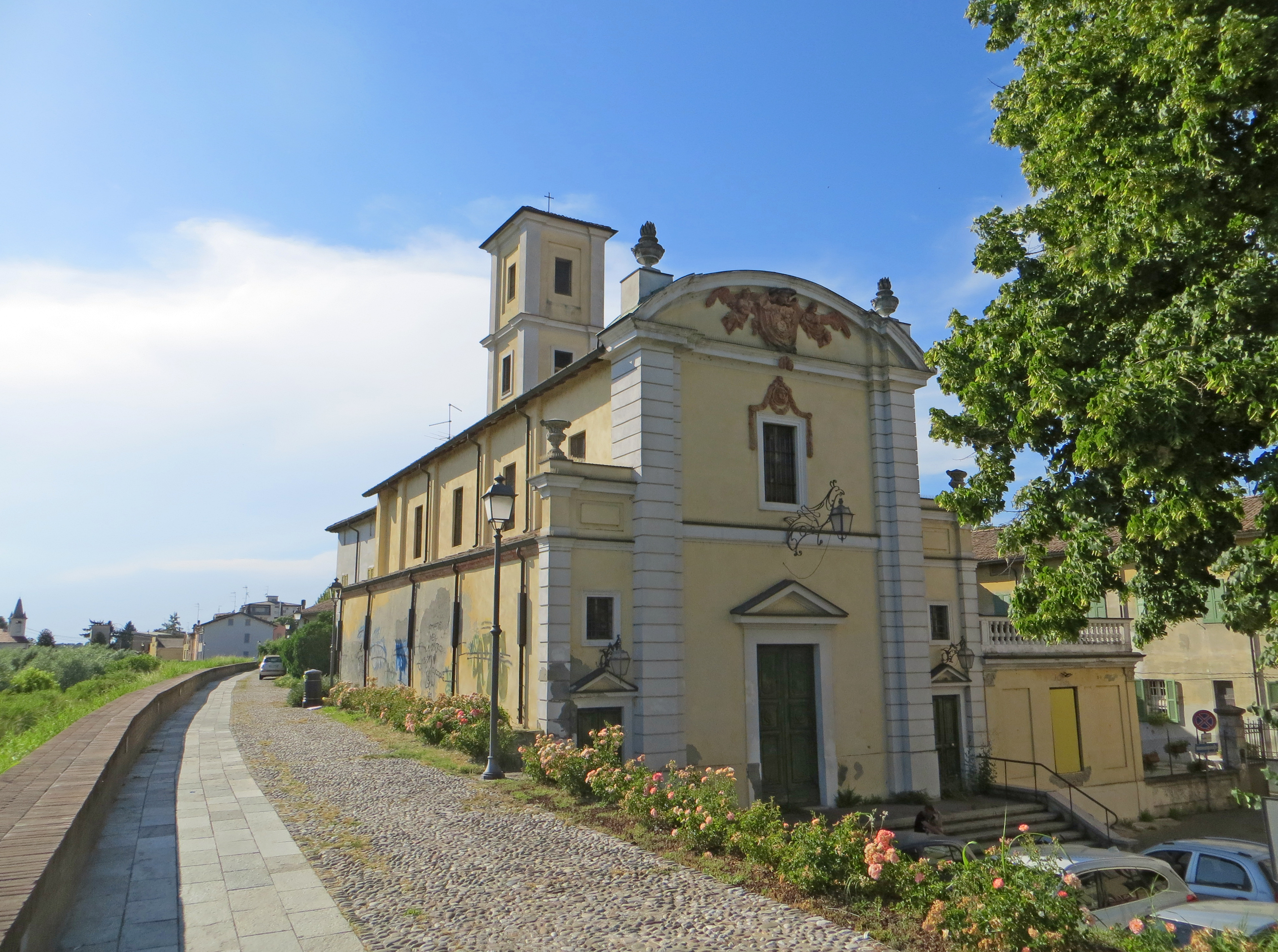
Facciata e lato sud

La chiesa si sviluppa su un impianto a navata unica affiancata da cappelle laterali, con ingresso a est e presbiterio absidato a ovest; a sud l'edificio confina con l'argine del torrente Parma, mentre a nord è affiancato dall'ex monastero, articolato su una pianta a C attorno al cortile d'ingresso.
La simmetrica facciata a salienti, interamente intonacata come il resto dell'edificio, è tripartita da quattro lesene a strisce orizzontali. Nel mezzo è collocato l'ampio portale d'ingresso, delimitato da una cornice e coronato da un frontone triangolare; più in alto si apre un finestrone incorniciato e sormontato da un medaglione in terracotta, raffigurante un volto femminile circondato da una ghirlanda; in sommità si staglia un frontone semicircolare con cornice in aggetto, al cui interno è posto un grande stemma dei borbonico in terracotta sostenuto da due figure della Fama; lo stemma e il medaglione sottostante furono eseguiti tra il 1781 e il 1782 da Giuseppe Sbravati. Ai lati si trovano i due ingressi secondari, anch'essi coronati da frontoni e sormontati da finestre chiuse da cornici in rilievo; a coronamento si trovano due attici sormontati da vasi alle estremità.
Sul retro, in adiacenza all'ex convento, si erge su tre ordini illuminati da finestre il campanile, ornato sugli spigoli con lesene; la cella campanaria si affaccia sulle quattro fronti attraverso ampie monofore rettangolari, delimitate da specchiature.
All'interno è visibile su una parete il moderno affresco raffigurante il Martirio di Santo Stefano, dipinto con tratti estremamente intensi e drammatici da Omar Galliani tra il 1973 e il 1974.